# Fruits, Bouteille, Pichet et Massepain
Fruits, Bouteille, Pichet et Massepain – ou simplement Fruits – est un tableau du peintre français Jean Siméon Chardin réalisé dans la deuxième moitié du XVIIIe siècle. Cette peinture à l'huile sur toile de petit format est une nature morte qui représente quelques fruits posés entre un massepain, une bouteille et un pichet en faïence blanche. L'œuvre faisait partie de la collection de Pierre-Louis Eveillard jusqu'à sa saisie sous la Révolution française. Elle est conservée au musée des Beaux-Arts d'Angers, à Angers.